# Benkadi (Sikasso)
Benkadi è un comune rurale del Mali facente parte del circondario di Sikasso, nella regione omonima.
Il comune è composto da 8 nuclei abitati:
- Bangaribougou
- Kémogola
- Kougnan (centro principale)
- Koungoba
- Koulou
- Ouétto
- Sondio
- Tiorona